# Nánxì
Il Nánxi (cinese semplificato: 南戏; cinese tradizionale: 南戲) è una delle prime forme di opera cinese, sviluppatosi da antiche forme tradizionali di mimo, canto e danza durante la dinastia Song (960–1279), nel XII secolo. Il nome significa letteralmente dramma meridionale, dal momento che questa forma di teatro ebbe origine nell'area intorno a Wenzhou, nella Cina meridionale.
Il Nánxi da principio era costituito da una combinazione di canti e ballate popolari legate da una trama cantata. I drammi erano divisi in un gran numero di scene e facevano uso di un linguaggio colloquiale. Come una sorta di operetta, passaggi recitati erano alternati a brani di musica popolare. Le compagnie professionali mettevano in scena le opere nánxi in teatri che potevano contenere migliaia di spettatori. Successivamente, l'evoluzione del nánxi produsse il chuánqí, e più tardi il kūnqǔ.
I drammi Nánxi che sono pervenuti fino a noi, scritti da anonimi, non hanno divisioni interne in atti o scene e, secondo le descrizioni contemporanee, erano accompagnati da un'orchestra di strumenti a corde e a fiato, con un coro fuori scena che sottolineava le arie più importanti. Avevano sette tipi di personaggi, molti dei quali passarono poi nelle forme successive di opera cinese. I ruoli eroici maschili erano gli Shēng (生), quelli femminili le Dàn (旦). Jìng (淨) (visi dipinti), Mò (uomini anziani), Chǒu (clowns), Wai e Hou (detti anche Tie) erano personaggi meno definiti, e gli attori che interpretavano questi personaggi avevano spesso più ruoli all'interno della stessa opera.
Poco raffinato dal punto di vista letterario e linguistico, il Nánxi ebbe poco spazio nella storiografia dell'epoca e fu trascurato dagli studiosi fino alla metà del XVI secolo. Del grande repertorio Nánxi si conoscono solo pochi titoli. Uno di questi è L'intellettuale numero uno Zhang Xie (掌鞋状元, pinyin: Zháng Xié Zhuàngyuan), una pièce con una ventina di ruoli, nella quale gli attori, secondo le consuetudini del Nánxi, ricoprivano più ruoli e servivano a volte anche da elementi scenografici.